# Umprantinvuoma
Umprantinvuoma är en sumpmark i Finland. Den ligger i Rovaniemi i landskapet Lappland, i den norra delen av landet, 800 km norr om huvudstaden Helsingfors.